# John Lundqvist

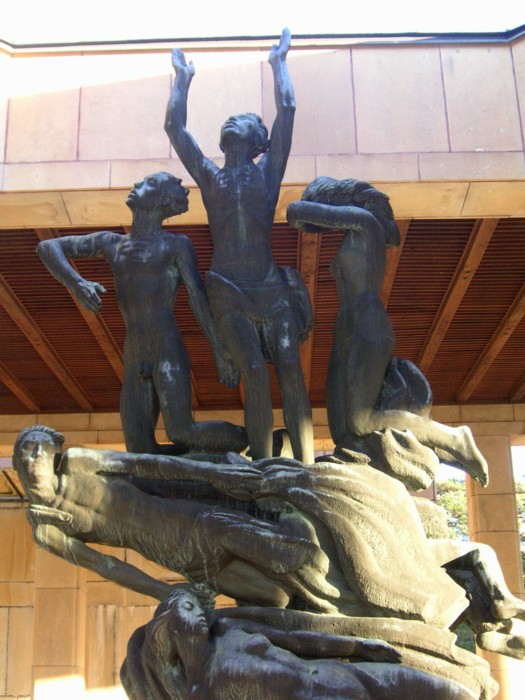
Uppståndelsemonumentet, Skogskyrkogården i Stockholm

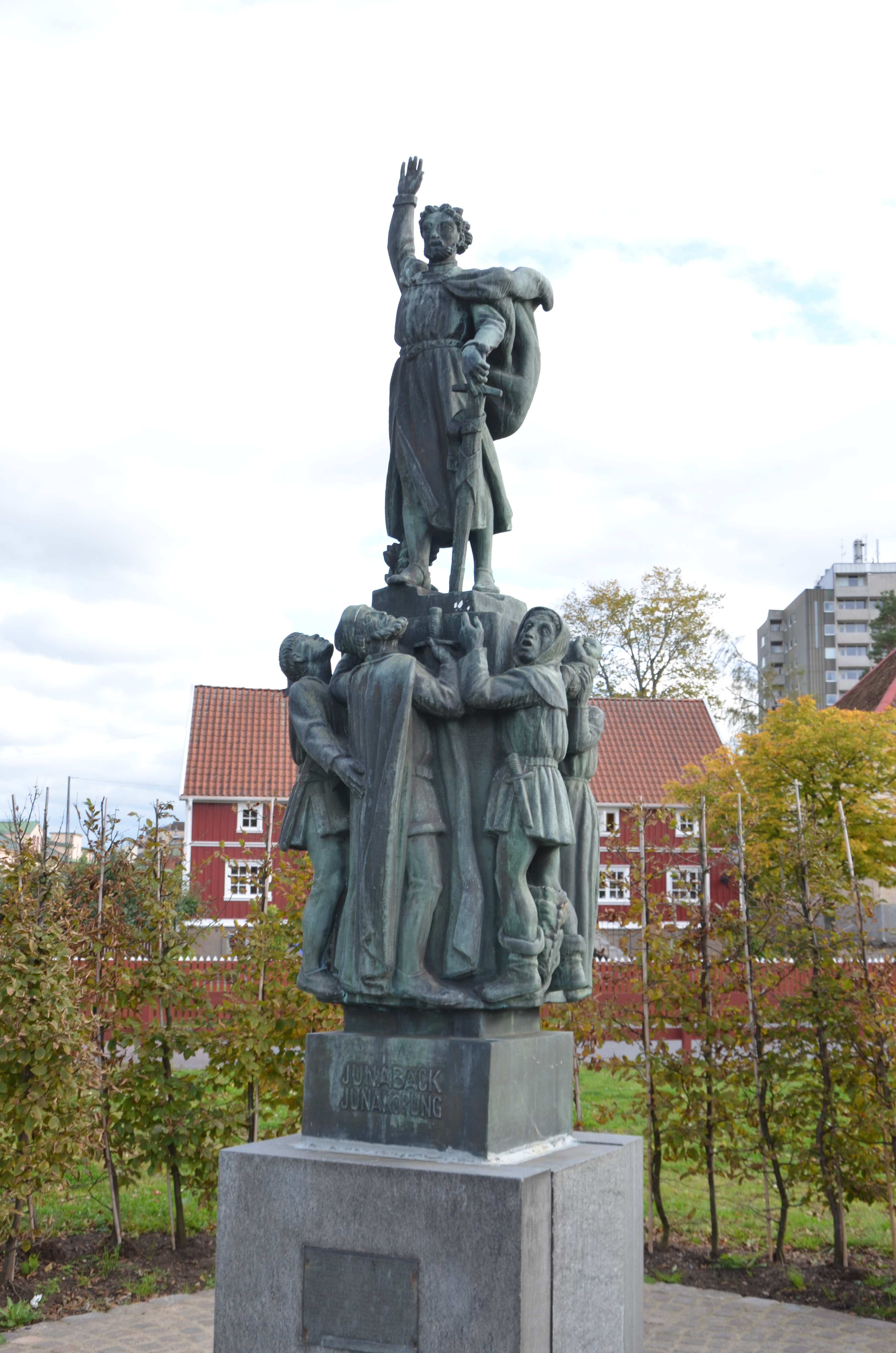
Junebäcksmonumentet i Jönköping

Johan (John) Anders Lundqvist , född 2 oktober 1882 i Stockholm, död 2 juni 1972, var en svensk skulptör.

## Liv och verk
John Lundqvist studerade först vid Tekniska skolan och var därefter 1907–1913 medhjälpare till Christian Eriksson. År 1913 studerade han vid Académie Colarossi i Paris där Auguste Rodin präglade honom. Åren 1919–1927 var han även bosatt i Paris. Sin utbildning fördjupade han i Köpenhamn och Italien.
Hans arbeten präglas av en djup religiös livshållning. Inspirationen är hämtad från den franske skulptören Auguste Rodin och gotisk skulptur men har även tydliga likheter med Carl Milles. John Lundqvist ägnade sig huvudsakligen åt kyrkliga skulpturutsmyckningar, som Uppståndelsemonumentet vid Heliga Korsets kapell på Skogskyrkogården i Stockholm. Lundqvist har även gjort krucifixets förgyllda Kristusfigur inne i kapellet.
Andra berömda verk är Uppståndelsen (Nationalmuseum) och Orfeus, förstudier till Uppståndelsemonumentet, krucifix för svenska kyrkan i Paris (1926), Job (kalkstensskulptur, Nationalmuseum), Två människor (1923) samt fontänkompositionen Forskarlen (1933, för Laholms stad). Lundqvist utförde även en bronsbyst över borgarrådet Yngve Larsson (ansvarig för Skogskyrkogården) som återfinns på 3:e våningen i Stockholms stadshus.
Lundqvist är representerad vid bland annat Moderna museet, Nationalmuseum, Stockholm och Kalmar konstmuseum.
John Lundqvist är begravd på Skogskyrkogården i Stockholm.

## Offentliga verk i urval
- Uppståndelsemonumentet, brons, 1941, utanför Heliga Korsets kapell på Skogskyrkogården i Stockholm
  - även detaljstudier i brons från Stockholms Konstgjuteri
- Junebäcksmonumentet, brons, 1946, Talavid i Jönköping
- Staty över M.G. de la Gardie i Lidköping
- Boforsmonumentet i Tingshusparken i Karlskoga, bronsreliefer, 1946
- Astrad och Gotrad från 1952 samt Ungdom i Ljungby
- Vinden, Öresundsparken, Malmö, 1959
  - även som miniatyr i brons gjuten av Herman Bergmans konstgjuteri[13]
- Yngve Larsson, Stockholms stadshus

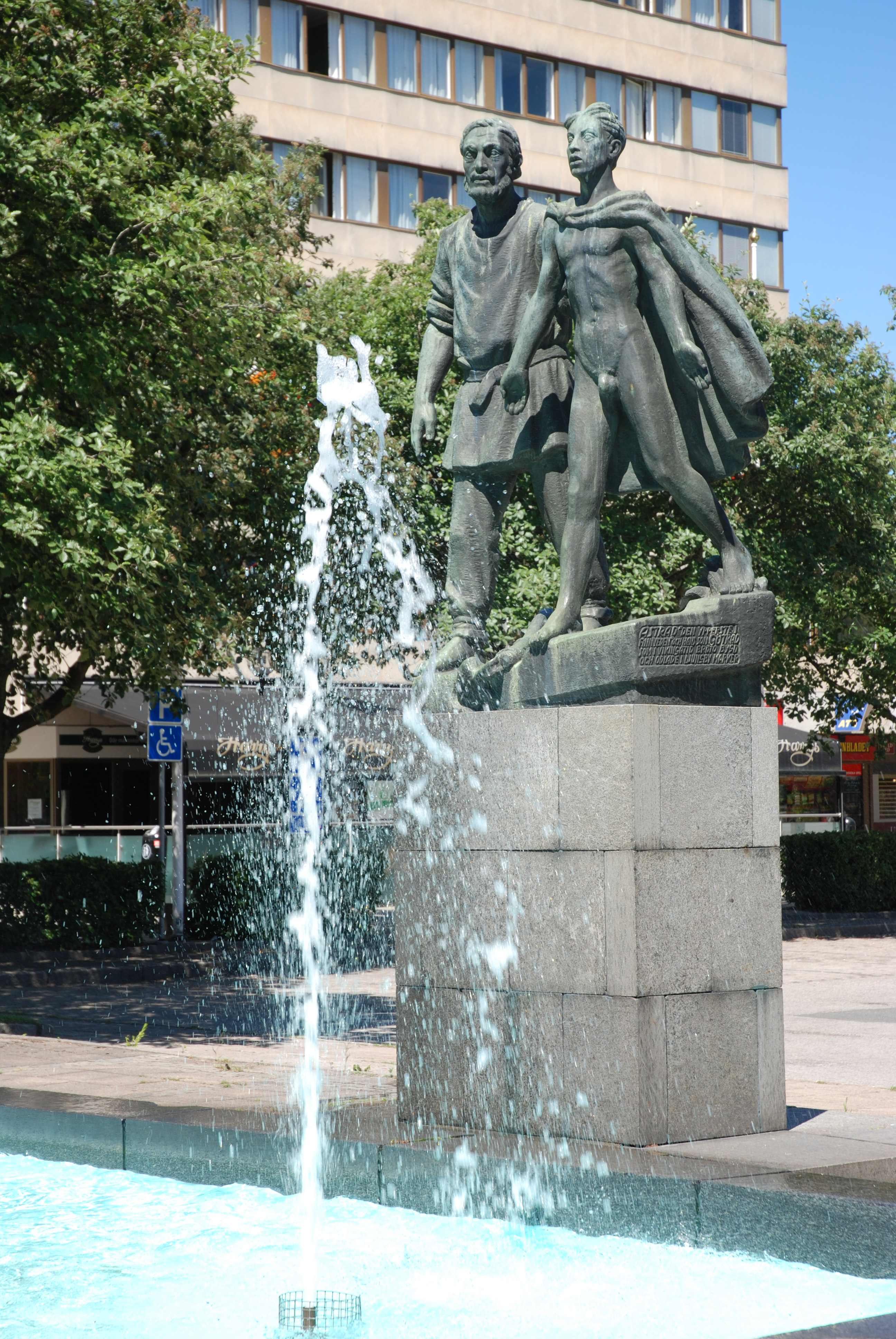
Astrad och Götrad i Ljungby
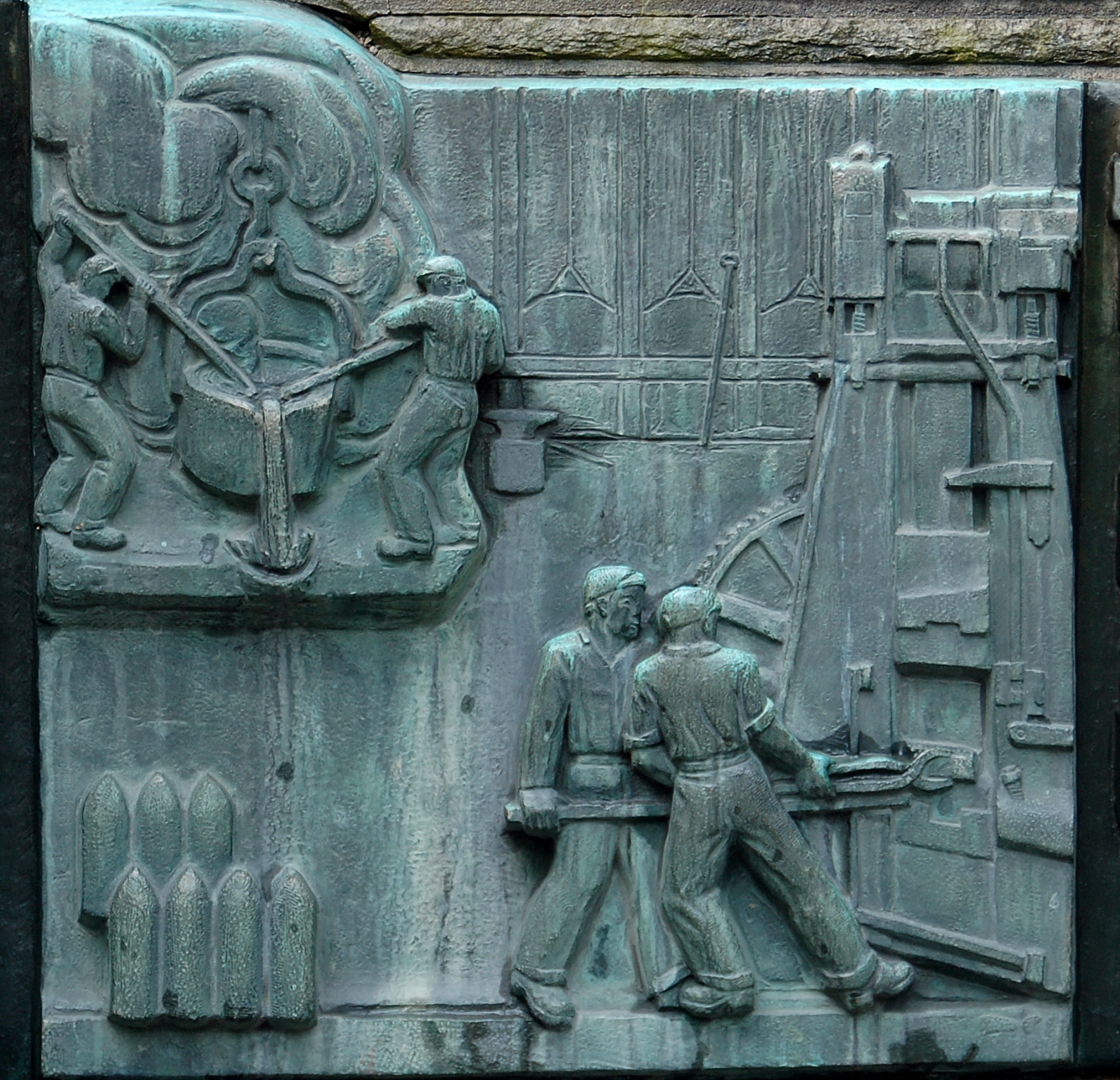
Del av Boforsmonumentet i Karlskoga
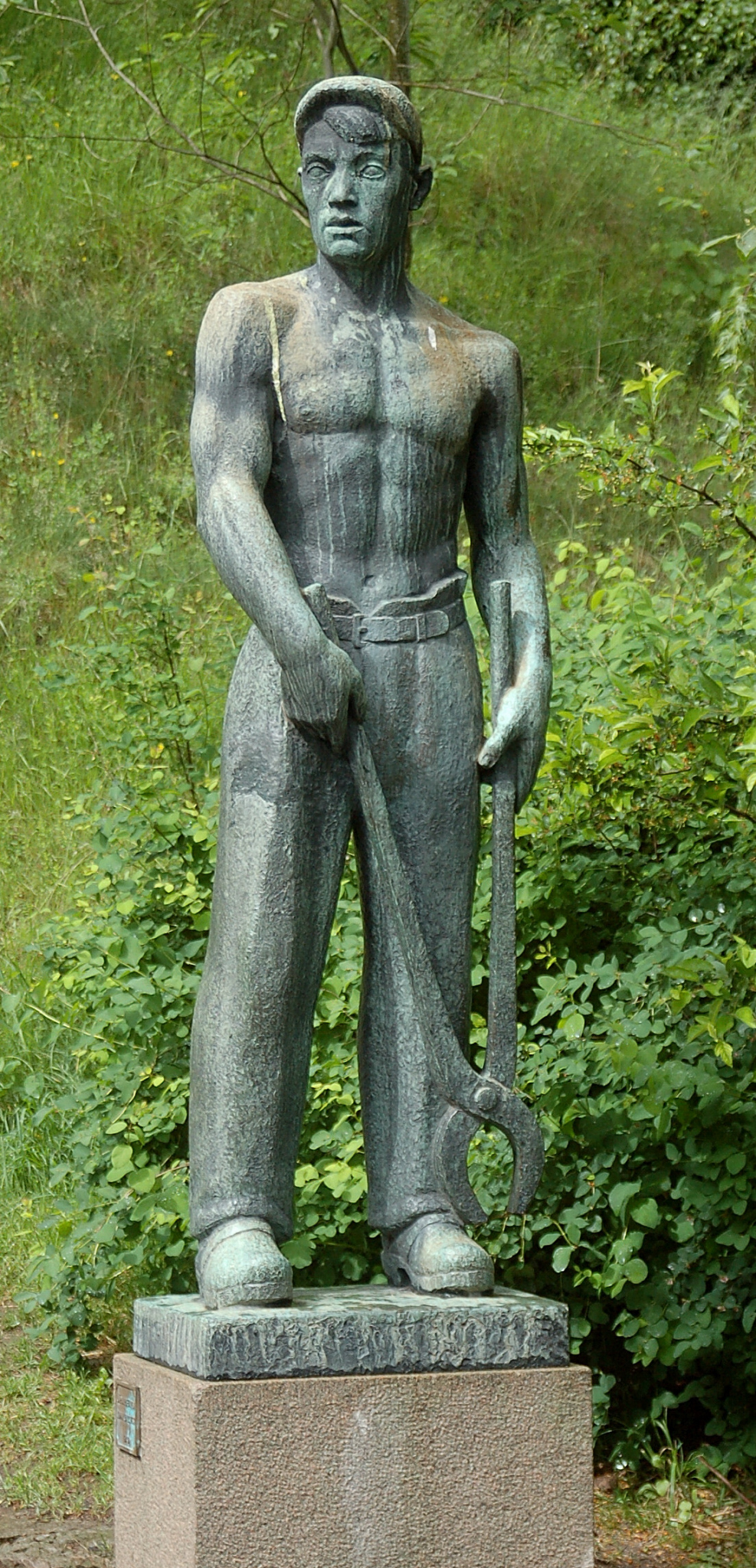
Järnarbetaren(1946) i Tingshusparken i Karlskoga.
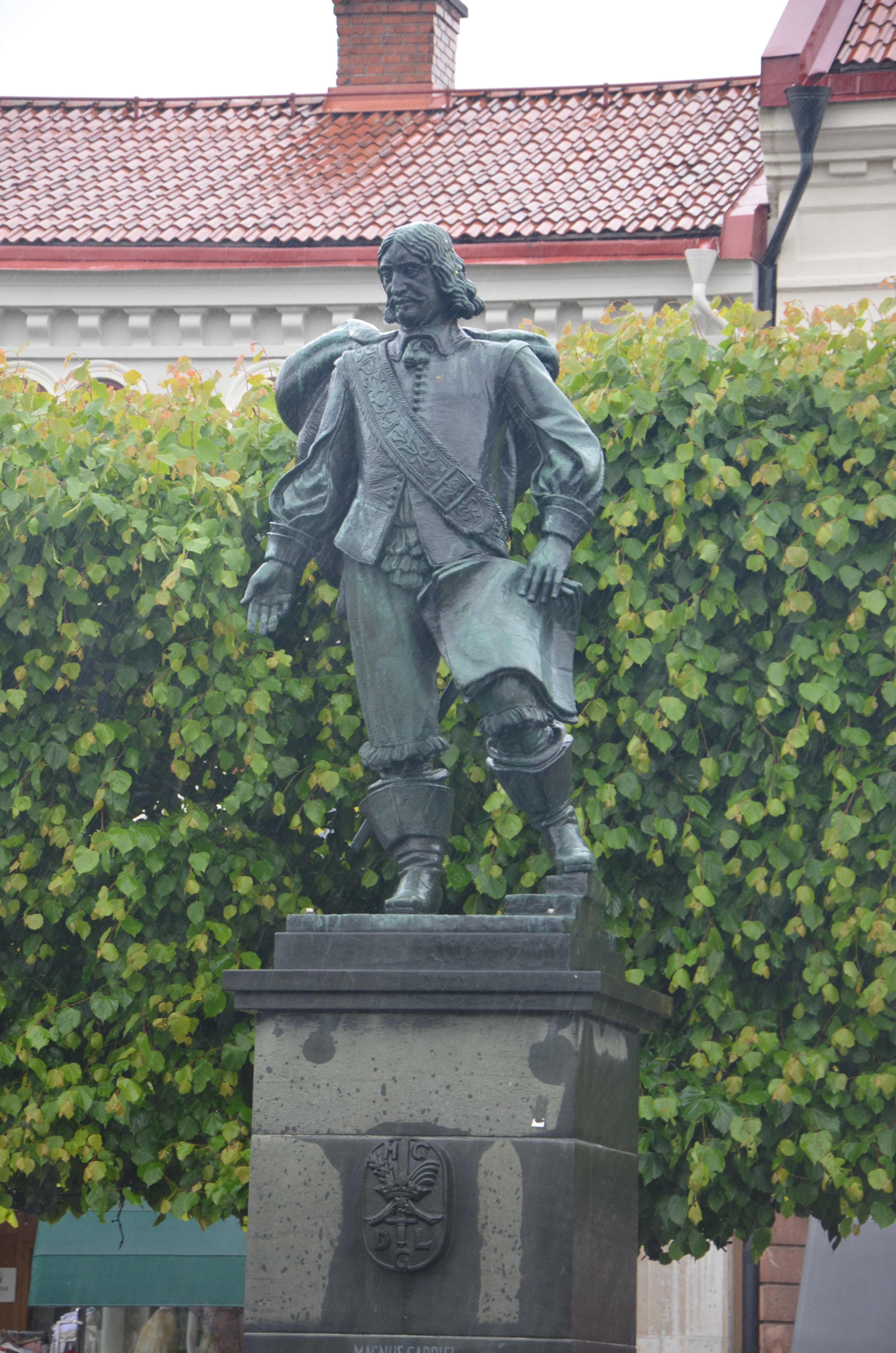
Magnus Gabriel De la Gardie i De la Gardiebrunnen i Lidköping
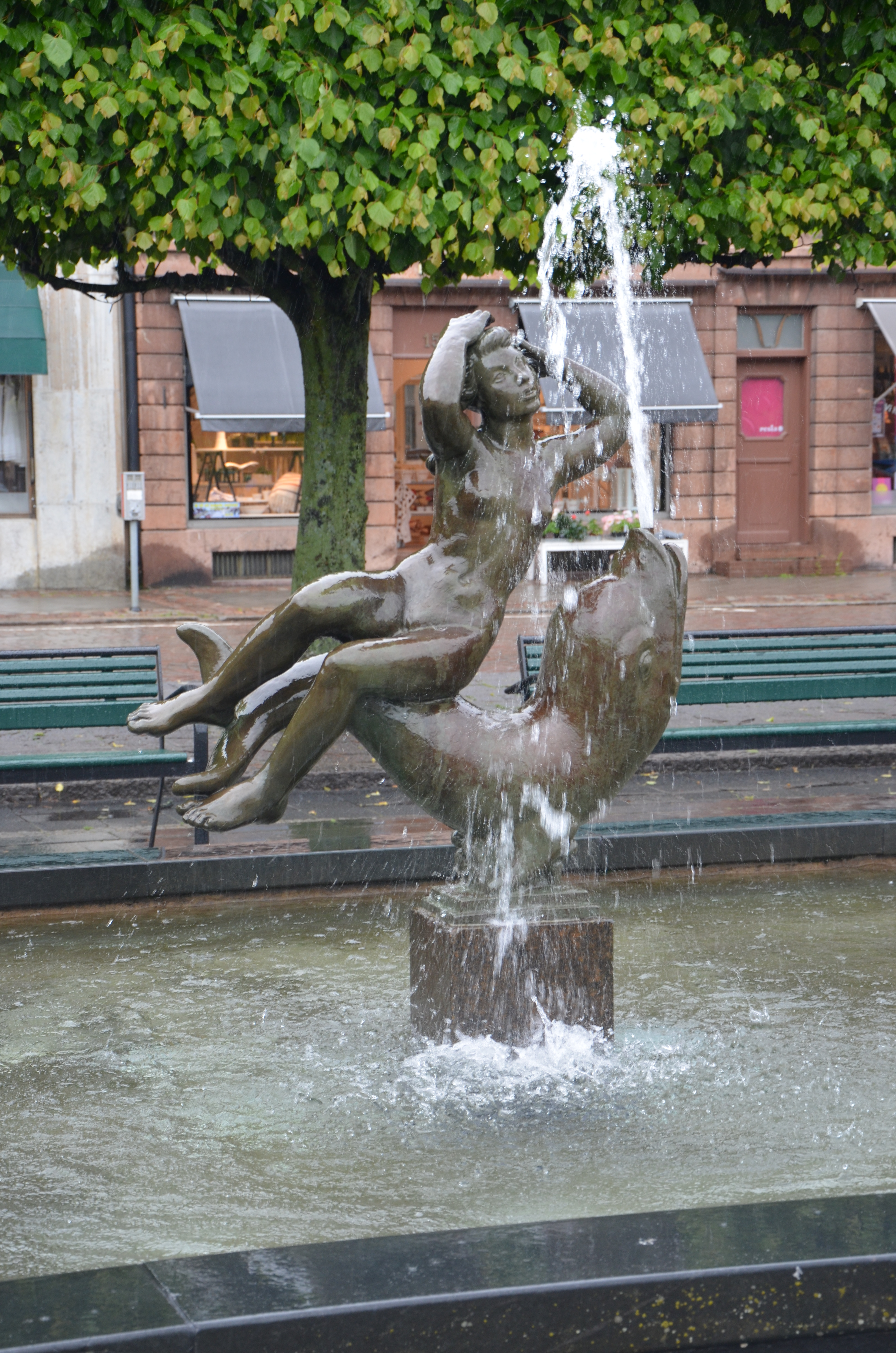
Del av De la Gardiebrunnen i Lidköping
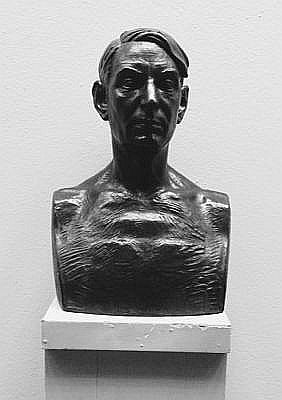
Yngve Larsson i Stockholms stadshus
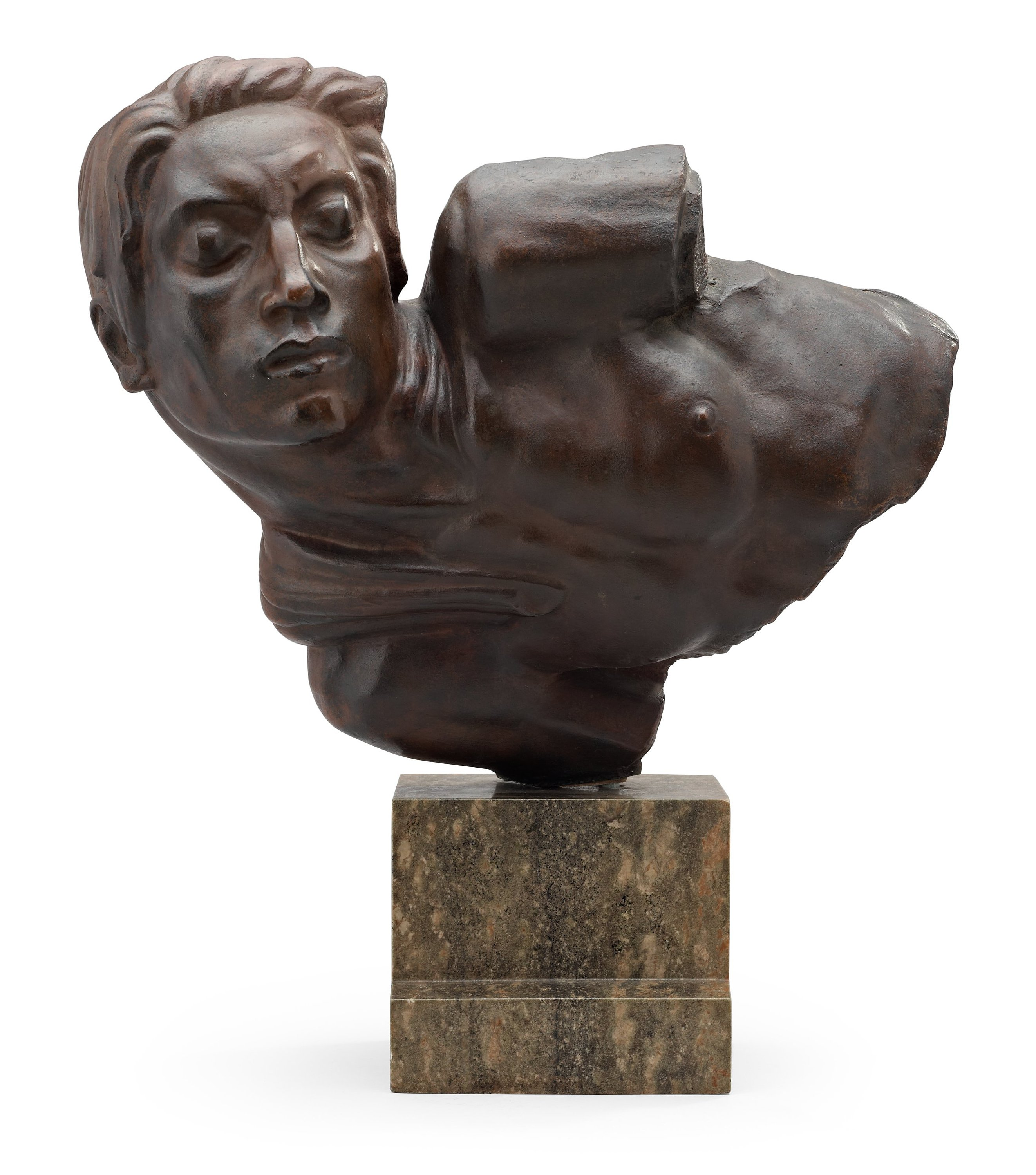
Detaljstudie av Uppståndelsemonumentet